# 貝雷然卡 (卡霍夫卡區)
47°24′19″N 34°11′54″E / 47.40528°N 34.19833°E
贝雷然卡（烏克蘭語：Бережанка）是位於烏克蘭南部的村莊，由赫爾松州卡霍夫卡區的上羅哈奇克市鎮負責管轄。該村始建於1792年，面積1.46平方公里，海拔高度22米，2001年人口603，人口密度每平方公里411.9人。